# Fondazione Milano - Scuole Civiche
Fondazione Milano - Scuole Civiche di Milano, è un Ente fondato e sostenuto dal Comune di Milano che opera nel campo dell'Alta Formazione.

## Storia
L'attenzione delle autorità municipali di Milano per il mondo scolastico è stata notevole fino dai tempi dell'Unità d'Italia. A quei tempi la Legge Casati poneva a carico dei comuni l'istruzione elementare, mentre i ginnasi-licei erano compito dello Stato. Milano, però, per merito di Carlo Tenca si occupò anche dell'istruzione superiore femminile, fondando una scuola Civica che sarà dedicata ad Alessandro Manzoni tuttora esistente.
L'impostazione degli sforzi degli organismi locali è stata sempre indirizzata a creare una scuola pubblica che coprisse i settori trascurati dal livello statale. Da qui ad esempio la creazione del Liceo linguistico, del quale ben pochi esempi si riscontravano in Italia.
Altre iniziative scolastiche riflettevano settori di assoluta eccellenza culturale milanese come ad esempio la preparazione scolastica degli allievi del teatro alla Scala e la scuola di Teatro sorta nell'ambito del Piccolo Teatro.
Un settore che negli anni del dopoguerra ebbe uno straordinario sviluppo fu quello delle scuole serali che permise anche una notevole mobilità sociale. Coloro che non avevano potuto da ragazzi frequentare le scuole, riuscivano a diplomarsi e ad aspirare ad una migliore carriera.

## I settori di attività

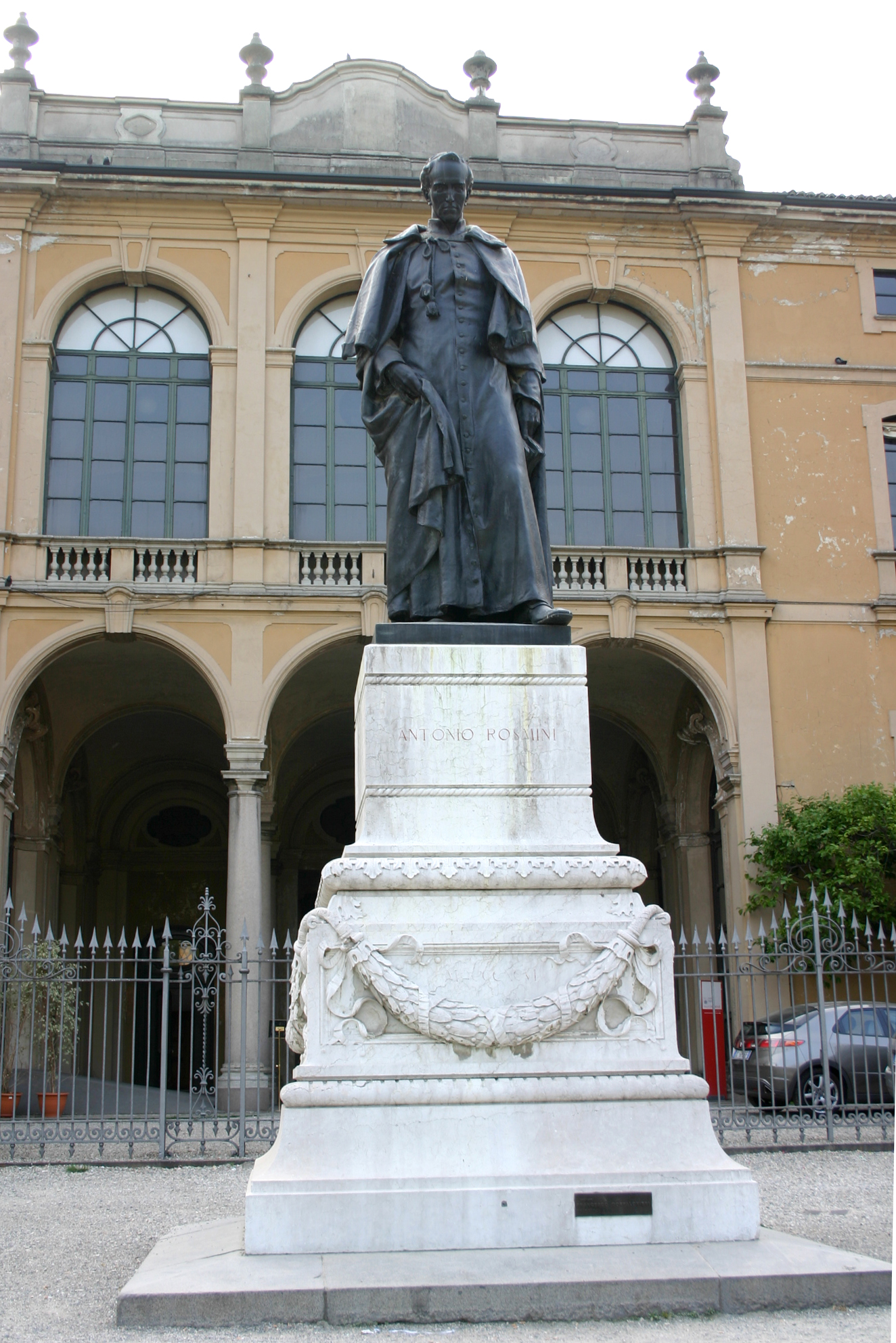
Palazzo Dugnani, sede storica del Civico Liceo Linguistico

Il mutato clima sociale e difficoltà di bilancio hanno poi portato ad un ridimensionamento dell'impegno dell'autorità cittadina che è stato contraddistinto da una razionalizzazione e suddivisione dei compiti.
È stata costituita una Fondazione Milano, che gestisce per conto del comune
- la Civica Scuola Interpreti e Traduttori Altiero Spinelli
- la Civica Scuola di Musica Claudio Abbado
- la Civica scuola di Teatro Paolo Grassi
- la Civica Scuola di Cinema Luchino Visconti

Le scuole paritarie sono invece gestite dal comune.
- Civico Liceo Linguistico Alessandro Manzoni ed  Istituto Tecnico Economico Alessandro Manzoni

- Civico Liceo Linguistico Teatro alla Scala
- Civica Scuola Media Alessandro Manzoni
- Scuola Media Teatro alla Scala
- Scuola Primaria di Educazione allo Sport e alla Musica
- Scuola Giapponese di Milano

### Scuola primaria di educazione allo sport e alla musica
"La "Scuola Primaria di Educazione allo Sport e alla Musica", comunemente nota anche come Scuola San Giusto, è una scuola paritaria elementare, avviata dal comune di Milano nel 2004. Segna il ritorno del comune all'attenzione alla scuola primaria dopo il passaggio delle scuole comunali al settore dell'istruzione statale- La decisione è stata dettata dalla volontà di usare un metodo didattico sperimentale caratterizzato principalmente da attività motoria e musicale. Il sistema educativo approfondisce inoltre, con didattiche multidisciplinari, i temi dell'alimentazione e la conoscenza della lingua inglese.